# Грызунов, Юрий Анатольевич
Юрий Анатольевич Грызунов (29 июня 1963 — 3 марта 2009) — доктор биологических наук, специальность 02.00.03 — биофизика, 2004; доцент 2002, профессор.
Окончил МБФ. С 2004 года доктор биологических наук, специальность «биофизика», тема диссертации: «Свойства связывающих центров
альбумина: метод исследования в биологических жидкостях и опыт его применения для оценки состояния организма», учёное звание — профессор. работал в НИИ ФХМ в лаборатории биофизических методов диагностики — старший научный сотрудник, на кафедре Медицинской биофизики в РГМУ — профессор.
Один из последних проектов, где Ю. А. Грызунов был активным участником, мозговым центром — «Разработка нового метода для индивидуального прогноза эффективности терапии депрессией на основе пикосекундной флюоресценции спектроскопии белков» признан и в ФИАН и в президиуме РАН лучшим за 2008—2009.
Область научных интересов
- биофизика сложных систем
- молекулярная биофизика
- биофизика клетки
- медицинская биофизика
- биоинформатика
- статистика

Специализация
- флуоресценция, спектроскопия, физиология, диагностика

Область прикладного применения результатов научных исследований:
- медицина
- экологический мониторинг

## Избранные публикации
- Грызунов Ю. А., Добрецов Г. Е. (ред.) Альбумин сыворотки крови в клинической медицине. Москва: Ириус, 1994, 226 стр.
- Грызунов Ю. А., Добрецов Г. Е. (ред.) Альбумин сыворотки крови в клинической медицине. Книга 2. Москва: ГЭОТАР, 1998, 440 стр.
- lik, EV, Gryzunov YA, Dobretsov GE Blood albumin in the mechanisms of individual resistance of rats to emotional stress Neurosci Behav Physiol 2003; 33(8), 827—832
- Gryzunov YA, Arroyo A, Vigne JL, Zhao Q, Tyurin VA, Hubel CA, R E Gandley, Vladimirov YuA, Taylor RN, Kagan VE. Binding of fatty acids facilitates oxidation of cysteine-34 and converts copper-albumin complexes from antioxidants to prooxidants. Arch Biochem Biophys 2003;413(1):53-66